# Bill Badsey Racing U.S.A.
Bill Badsey Racing U.S.A., Inc. war ein Kraftfahrzeughersteller aus den USA.

## Beschreibung
Der Südafrikaner William John Badsey (* 7. Januar 1940; † 19. Februar 2001), kurz Bill Badsey genannt, hatte ab 1981 in Südafrika in seinem gleichnamigen Unternehmen Bill Badsey dreirädrige Automobile hergestellt. 1983 endete dort die Produktion. Bereits am 8. September 1982 gründete er in Ventura im US-Staat Kalifornien Bill Badsey Racing U.S.A., Inc. Hier setzte er die Produktion fort. Der Markenname lautete weiterhin Badsey. Die Produktion lief bis 1999. Ab den 1980er Jahren stellte das Unternehmen außerdem Elektro-Scooter als Produktschiene EMX her.
Das Unternehmen gab als letzten Standort Rosemead in Kalifornien an. Es ist nicht bekannt, wann das Unternehmen aufgelöst wurde. Die letzte archivierte Version der Internetseite stammt aus 2014.

## Automobile
Den Badsey Bullet fertigte Badsey ab 1981 zunächst in Südafrika und ab 1983 in den USA. Dies war ein Dreirad mit hinterem Einzelrad. 1983 oder etwa 1998 wurde dieses Modell eingestellt. Hiervon entstanden acht Fahrzeuge The Unique Vehicle & Accessory Company aus England bot das Modell ab 1982 als Bausatz und als Komplettfahrzeug in England an, verkaufte aber nichts.
Der Badsey Fun Machine war ähnlich konzipiert. Er stand von 1984 bis in die 1990er Jahre im Sortiment und fand wenige Käufer.